# Jesús Aníbal Gómez
Jesús Anibal Gómez Gómez, (Tarso, 13 de junio de 1914-Fernán Caballero, 28 de julio de 1936), fue un religioso claretiano, que murió víctima de la persecución religiosa en la Revolución española. En la Iglesia católica es considerado beato. 
El 13 de octubre de 2013, en nombre del papa Francisco fue beatificado en reconocimiento a su martirio junto con otros 14 compañeros que fueron asesinados en la estación ferroviaria Fernancaballero, un pequeño pueblo de la provincia manchega de Ciudad Real, en España.

Atributos de los mártires católicos.